# Elsbett

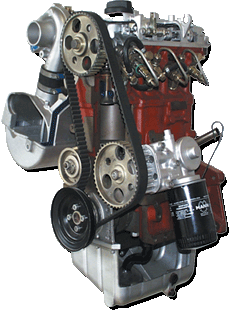
Trzycylindrowy silnik Elsbetta

Elsbett – wysokoprężny silnik pracujący na surowym oleju roślinnym. Skonstruowany przez Ludwiga Elsbetta. Według ECE spełnia normy dopuszczalnych zawartości toksycznych składników spalin. Silnik ten różni się od silnika skonstruowanego przez Rudolfa Diesla i stosowany był dotychczas w niewielkim zakresie.